# Conus julieandreae
Conus julieandreae е вид охлюв от семейство Conidae. Видът не е застрашен от изчезване.

## Разпространение и местообитание
Разпространен е в Белиз, Гватемала, Колумбия, Коста Рика, Никарагуа, Панама и Хондурас.
Обитава пясъчните дъна на морета и рифове.